# Luís Augusto Rebelo da Silva

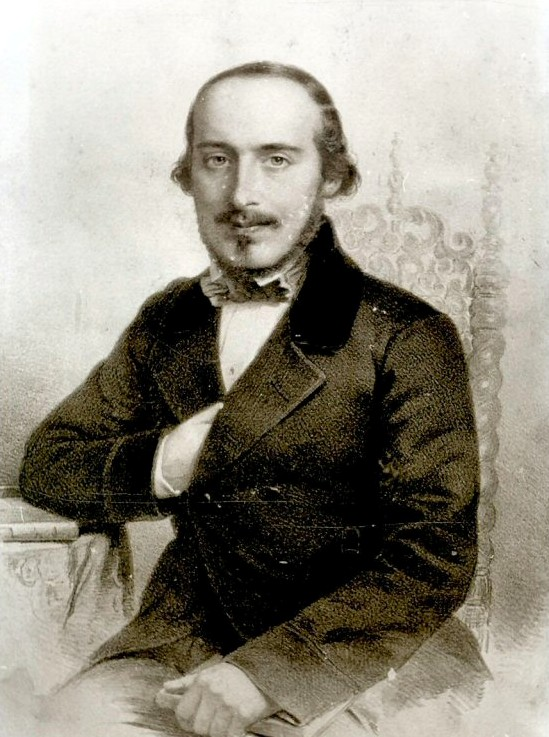
Luís Augusto Rebelo da Silva.

Luís Augusto Rebelo da Silva, född den 2 april 1822 i Lissabon, död där den 19 september 1871, var en portugisisk historiker och romanförfattare.
Rebelo da Silva blev medlem av cortes 1848 och utmärkte sig där som talare, invaldes 1854 i portugisiska vetenskapsakademien, fick 1858 en professur i historia vid Curso Superior de Lettras i Lissabon och kallades 1869 till sjöminister. Rebelo da Silvas främsta historiska verk är História de Portugal dos Séculos XVI e XVII (5 band, 1860–1871). Den mest omtyckta av hans historiska romaner är A Mocidade de D. João V (1851–1853; 2:a upplagan 1862). Han författade även dramer.